# Trưng cầu dân ý về hiến pháp Chile năm 2023
Một cuộc trưng cầu ý dân về hiến pháp được tổ chức tại Chile vào ngày 17 tháng 12 năm 2023 về dự thảo hiến pháp do một ủy ban chuyên gia soạn thảo và được Hội đồng Lập hiến sửa đổi. Dự thảo hiến pháp được Hội đồng Lập hiến thông qua vào ngày 30 tháng 10 và đưa ra trưng cầu ý dân vào ngày 17 tháng 12.
Kết quả trưng cầu ý dân cho thấy dự thảo hiến pháp bị 56% bác bỏ với tỷ lệ cử tri đi bỏ phiếu là 84,48%.

## Bối cảnh
Ngày 4 tháng 9 năm 2022, một cuộc trưng cầu ý dân được tổ chức tại Chile về dự thảo hiến pháp do Hội nghị lập hiến soạn thảo vào đầu năm. Dự thảo hiến pháp được coi là một trong những hiến pháp tiến bộ nhất thế giới nhưng bị nhiều cử tri chỉ trích là quá phân cực, "quá dài, quá thiên tả và quá cấp tiến", những tranh cãi này làm trì trệ quá trình soạn thảo hiến pháp. Kết quả trưng cầu ý dân cho thấy 62% cử tri bác bỏ dự thảo hiến pháp.  Do đó, Hiến pháp 1980 vẫn tiếp tục có hiệu lực.

### Thỏa thuận vì Chile
Tháng 12 năm 2022, Quốc hội Chile công bố "Thỏa thuận vì Chile" để tiến hành soạn thảo hiến pháp mới với các quy tắc khác. Thỏa thuận quy định một cơ quan dân cử gồm 50 thành viên sẽ soạn thảo hiến pháp dựa trên dự thảo sơ bộ do một ủy ban chuyên gia gồm 24 ủy viên được Quốc hội bổ nhiệm chuẩn bị. Ngoài ra, một cơ quan gồm 14 thành viên được Quốc hội bổ nhiệm sẽ thẩm tra dự thảo hiến pháp để đảm bảo phù hợp với 12 nguyên tắc cơ bản về thể chế được quy định trong thỏa thuận.
Quốc hội thông qua thỏa thuận vào tháng 1 năm 2023. Đảng Cộng hòa và Đảng Nhân dân không tham gia vào thỏa thuận nhưng đồng ý tham gia bầu cử. Quy trình lập hiến gồm hai cơ quan: một Ủy ban chuyên gia do Quốc hội bổ nhiệm và một Hội đồng Lập hiến dân cử. Ngày 25 tháng 1 năm 2023, Quốc hội bổ nhiệm các ủy viên Ủy ban chuyên gia. Hernán Larraín của Liên minh Dân chủ Độc lập, người từng ủng hộ chế độ độc tài Pinochet, được chọn làm chủ tịch Ủy ban Chuyên gia.
Bầu cử Hội đồng Lập hiến được tổ chức vào tháng 5. Thành phần Hội đồng Lập hiến phải cân bằng về giới và có người bản địa tham gia. Dự thảo hiến pháp phải được ít nhất ba phần năm số thành viên Hội đồng Lập hiến tán thành, thấp hơn mức hai phần ba trong hội nghị lập hiến trước. Khác với hội nghị lập hiến trước, số ghế dành cho người bản địa không cố định mà phụ thuộc vào số phiếu bầu mà họ nhận được. Ủy ban chuyên gia soạn thảo dự thảo sơ bộ từ ngày 6 tháng 3 đến ngày 6 tháng 6 và Hội đồng Lập hiến bắt đầu công việc vào ngày 6 tháng 6 năm 2023. Hội đồng Lập hiến phải làm xong dự thảo hiến pháp trước ngày 6 tháng 11 và phải trưng cầu ý dân về dự thảo hiến pháp vào ngày 17 tháng 12 năm 2023.

## Quá trình soạn thảo
Dự thảo hiến pháp được hai cơ quan soạn thảo: một Ủy ban Chuyên gia gồm 24 thành viên và một Hội đồng Lập hiến gồm 50 thành viên.

### Ủy ban Chuyên gia
Ủy ban chuyên gia (tiếng Tây Ban Nha: Comisión Experta) gồm 24 ủy viên, được thành lập để giúp hội nghị lập hiến lần thứ hai soạn thảo dự thảo hiến pháp. Ủy ban chuyên gia có nhiệm vụ soạn thảo dự thảo hiến pháp cho Hội đồng Lập hiến sử dụng làm điểm khởi đầu trong quá trình soạn thảo hiến pháp.
Ngày 6 tháng 3 năm 2023, Ủy ban Chuyên gia họp phiên khai mạc tại trụ sở cũ của Quốc hội Chile dưới sự chủ trì của Hernán Larraín. Sau phiên khai mạc, Ủy ban chuyên gia bầu chủ tịch và phó chủ tịch. Chủ tịch Ủy ban được bầu theo đa số phiếu và phó chủ tịch Ủy ban là ủy viên có số phiếu cao thứ hai, trong trường hợp hòa thì sẽ thiết lập một thủ tục để chọn giữa hai ủy viên có số phiếu cao nhất. Ủy ban có nhiệm vụ soạn thảo dự thảo hiến pháp sơ bộ để Hội đồng Lập hiến bắt đầu thảo luận từ ngày 7 tháng 6. Sau khi Hội đồng Lập hiến được thành lập vào tháng 6, các ủy viên có quyền tham dự các phiên họp, ủy ban và phát biểu nhưng không được biểu quyết.

### Hội đồng Lập hiến
Hội đồng Lập hiến gồm 51 thành viên được bầu từ các khu vực bầu cử gồm hai đến năm thành viên tương ứng với các vùng của Chile, theo hệ thống đại diện tỷ lệ sử dụng phương pháp d'Hondt với liên danh mở, tương tự như bầu cử Thượng viện Chile. Giống như hội nghị lập hiến trước, Hội đồng Lập hiến dành riêng ghế cho người bản địa nhưng số ghế dựa trên tỷ lệ phiếu bầu chứ không được ấn định trước. Ngoài ra, thành phần Hội đồng Lập hiến phải cân bằng về giới, yêu cầu các liên danh đảng phải có 50% ứng cử viên nữ và có các biện pháp điều chỉnh nếu kết quả bầu cử không cân bằng về giới.
Các đảng cánh hữu phản đối sửa đổi hiến pháp giành được ba phần năm số ghế Hội đồng Lập hiến để tự do soạn thảo dự thảo hiến pháp mà không bị phe cánh tả phủ quyết, đánh dấu sự đảo ngược so với đa số cánh tả đã tự do soạn thảo dự thảo hiến pháp đầu tiên vào năm 2021 và phản ánh sự vỡ mộng với Tổng thống Gabriel Boric, người có tỷ lệ chấp thuận dưới 35%. Đảng Cộng hòa, được mô tả là cực hữu, giành được 34% số phiếu bầu và 23 ghế, nắm quyền phủ quyết các sửa đổi. Liên minh cánh tả của Tổng thống Boric giành được khoảng 28% số phiếu bầu và 16 ghế, trong khi một liên minh riêng biệt của các đảng cánh hữu truyền thống giành được hơn 21% số phiếu bầu và 11 ghế. Liên minh người bản địa giành được một ghế, trong khi các đảng trung dung không giành được ghế nào.

### Nội dung
Dự thảo hiến pháp được mô tả là "bảo thủ", "ủng hộ tư bản", với "các điều khoản nghiêm ngặt về nhập cư và phá thai", được ghi nhận là nhờ những nỗ lực của Đảng Cộng hòa.

## Lập trường các đảng
| Lập trưởng | Đảng | Đảng                                  | Đảng                                | Hệ tư tưởng                    | Lãnh đạo                 | Tham khảo |
| ---------- | ---- | ------------------------------------- | ----------------------------------- | ------------------------------ | ------------------------ | --------- |
| Ủng hộ     |      |                                       | Chile Vamos (ChV)                   | Chủ nghĩa bảo thủ tự do        | —                        |           |
| Ủng hộ     |      |                                       | Liên minh Dân chủ Độc lập (UDI)     | Chủ nghĩa bảo thủ              | Javier Macaya            | [ 31 ]    |
| Ủng hộ     |      | Đảng Canh tân Dân tộc (RN)            | Chủ nghĩa bảo thủ                   | Rodrigo Galilea                | [ 32 ]                   |           |
| Ủng hộ     |      | Đảng Tiến hóa Chính trị (Evópoli)     | Chủ nghĩa tự do cổ điển             | Gloria Hutt                    | [ 33 ]                   |           |
| Ủng hộ     |      |                                       | Đảng Cộng hòa (PLR)                 | Chủ nghĩa bảo thủ dân tộc      | Arturo Squella           | [ 34 ]    |
| Ủng hộ     |      |                                       | Amarillos por Chile (AxCh)          | Concertacionism                | Andrés Jouannet          | [ 35 ]    |
| Ủng hộ     |      |                                       | Đảng Dân chủ (D)                    | Chủ nghĩa nhân văn Kitô giáo   | Ximena Rincón            | [ 36 ]    |
| Ủng hộ     |      |                                       | Đảng Nhân dân (PDG)                 | Chủ nghĩa dân túy              | Franco Parisi            | [ 37 ]    |
| Ủng hộ     |      |                                       | Common Sense (SC)                   | Chủ nghĩa khu vực              | Rodrigo Caramori Donoso  | [ 38 ]    |
| Phản đối   |      |                                       | Xã hội Dân chủ (SD)                 | Dân chủ xã hội                 | —                        |           |
| Phản đối   |      |                                       | Đảng Xã hội Chile (PS)              | Dân chủ xã hội                 | Paulina Vodanovic        | [ 39 ]    |
| Phản đối   |      | Đảng Tranh thủ Dân chủ (PPD)          | Chủ nghĩa tiến bộ                   | Jaime Quintana                 | [ 40 ]                   |           |
| Phản đối   |      | Đảng Cấp tiến Chile (PR)              | Chủ nghĩa tự do xã hội              | Leonardo Cubillos              | [ 41 ]                   |           |
| Phản đối   |      | Đảng Tự do Chile (PL)                 | Chủ nghĩa tự do xã hội              | Juan Carlos Urzúa              | [ 42 ]                   |           |
| Phản đối   |      |                                       | Mặt trận rộng (FA)                  | Chủ nghĩa tiến bộ              | Gabriel Boric            | [ 43 ]    |
| Phản đối   |      |                                       | Đảng Hội tụ Xã hội (CS)             | Chủ nghĩa xã hội tự do cá nhân | Diego Ibáñez             | [ 43 ]    |
| Phản đối   |      | Đảng Cách mạng Dân chủ (RD)           | Chủ nghĩa xã hội dân chủ            | Diego Vela                     |                          | [ 43 ]    |
| Phản đối   |      | Commons                               | Chủ nghĩa Marx tự trị               | Marco Velarde                  |                          | [ 43 ]    |
| Phản đối   |      |                                       | Chile Digno (ChD)                   | Chủ nghĩa xã hội dân chủ       | —                        |           |
| Phản đối   |      |                                       | Đảng Cộng sản Chile (PCCh)          | Chủ nghĩa cộng sản             | Lautaro Carmona          | [ 44 ]    |
| Phản đối   |      | Liên đoàn Khu vực Xanh Xã hội (FREVS) | Chủ nghĩa khu vực                   | Flavia Torrealba Diaz          | [ 45 ]                   |           |
| Phản đối   |      | Đảng Hành động Nhân văn (AH)          | Chủ nghĩa nhân văn                  | Tomás Hirsch                   | [ 46 ]                   |           |
| Phản đối   |      |                                       | Đảng Dân chủ Kitô giáo (PDC)        | Dân chủ Kitô giáo              | Alberto Undurraga        | [ 47 ]    |
| Phản đối   |      |                                       | Đảng Nhân văn Chile (PH)            | Chủ nghĩa nhân văn phổ quát    | Claudio Ojeda Murillo    | [ 48 ]    |
| Phản đối   |      |                                       | Đảng Bình đẳng (PI)                 | Chủ nghĩa dân túy cánh tả      | Iván Carrasco            | [ 49 ]    |
| Phản đối   |      |                                       | Đảng Tổ quốc Tiến bộ (PP)           | Chủ nghĩa tiến bộ              | Marco Enríquez-Ominami   | [ 50 ]    |
| Phản đối   |      |                                       | Đảng Nhân dân (Popular)             | Chủ nghĩa dân tộc cánh tả      | Cristián Cuevas          | [ 49 ]    |
| Phản đối   |      |                                       | Đảng Liên minh Xanh Nhân dân (PAVP) | Phúc lợi động vật              | Carlos Pichuante Verdugo | [ 51 ]    |
| Trung lập  |      |                                       | Đảng Xã hội Kitô giáo (PSC)         | Chủ nghĩa bảo thủ tôn giáo     | Sara Concha              | [ 51 ]    |

## Thăm dò ý kiến

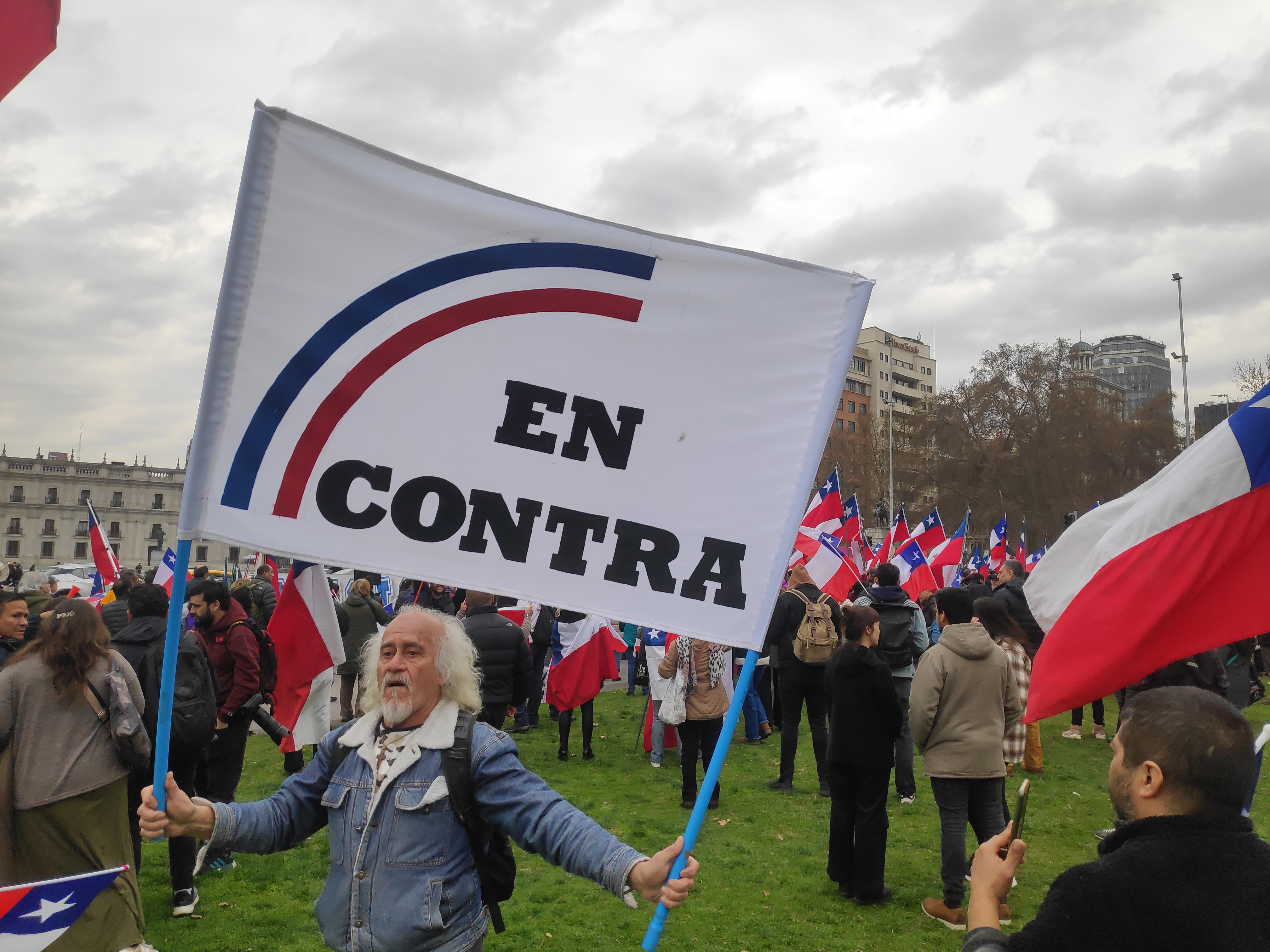
Băng biểu ngữ phản đối dự thảo hiến pháp.

| Tổ chức thăm dò | Thời gian khảo sát      | Cỡ mẫu | Ủng hộ | Phản đối | Không biết | Khoảng cách |
| --------------- | ----------------------- | ------ | ------ | -------- | ---------- | ----------- |
| Cadem           | 8–10 tháng 11 năm 2023  | 710    | 32%    | 50%      | 18%        | −18         |
| Criteria        | 2–6 tháng 11 năm 2023   | 1.000  | 32%    | 68%      |            | −36         |
| Cadem           | 13–15 tháng 11 năm 2023 | 703    | 29%    | 71%      |            | −42         |

## Kết quả
Kết quả trưng cầu ý dân cho thấy 56% cử tri Chile bỏ phiếu không đồng ý với dự thảo hiến pháp, với tỷ lệ cử tri đi bỏ phiếu là 83,37%. Đây là dự thảo hiến pháp thứ hai bị bác bỏ sau khi dự thảo hiến pháp đầu tiên bị bác bỏ vào năm 2022, cho thấy sự thất bại của cả phe cánh tả, là bên soạn thảo dự thảo đầu tiên, và cánh hữu, là bên soạn thảo dự thảo thứ hai.
| Lựa chọn                    | Lựa chọn                    | Phiếu bầu  | %      |
| --------------------------- | --------------------------- | ---------- | ------ |
| Đồng ý                      | Đồng ý                      | 5.470.025  | 44.24  |
| Không đồng ý                | Không đồng ý                | 6.894.287  | 55.76  |
| Tổng cộng                   | Tổng cộng                   | 12.364.312 | 100.00 |
|                             |                             |            |        |
| Phiếu bầu hợp lệ            | Phiếu bầu hợp lệ            | 12.364.312 | 96.26  |
| Phiếu bầu không hợp lệ      | Phiếu bầu không hợp lệ      | 480.730    | 3.74   |
| Tổng cộng phiếu bầu         | Tổng cộng phiếu bầu         | 12.845.042 | 100.00 |
| Cử tri phiếu bầu đã đăng ký | Cử tri phiếu bầu đã đăng ký | 15.406.352 | 83.37  |
| Nguồn: Cơ quan bầu cử Chile |                             |            |        |

Đa số cử tri ở các vùng trung tâm và phía bắc của Chile phản đối dự thảo hiến pháp, trong khi cử tri ở phía nam của Chile ủng hộ nhiều hơn, ngoại trừ ở Vùng Magallanes.
Ở nhóm cử tri nữ dưới 34 tuổi, 70,1% bỏ phiếu chống.
Kết quả trưng cầu ý dân giống như vòng thứ hai của cuộc tổng tuyển cử Chile năm 2021: những khu vực chủ yếu bỏ phiếu cho Boric thì phản đối dự thảo hiến pháp, những khu vực chủ yếu bỏ phiếu cho José Antonio Kast thì ủng hộ dự thảo hiến pháp.

## Hậu quả
Tổng thống Boric tuyên bố sẽ không trưng cầu ý dân lần thứ ba hoặc triệu tập một hội nghị lập hiến khác.